# Mohamed Al-Fayed
Pour les articles homonymes, voir Al-Fayed (homonymie).
Mohamed Al-Fayed (en arabe : محمد الفايد), né le 27 janvier 1929 à Alexandrie et mort le 30 août 2023 à Londres, est un homme d'affaires égyptien installé au Royaume-Uni. Il a été, entre autres, propriétaire de l'hôtel Ritz à Paris, du magasin de luxe Harrods et du club de football de Fulham à Londres.

## Biographie

### Débuts dans les affaires
Fils aîné d'un modeste instituteur, Mohamed Al-Fayed occupe de nombreux emplois, vendant successivement du Coca-Cola dans les rues d'Alexandrie puis des machines à coudre.
En 1954, il se marie à Samira Khashoggi, sœur de l'homme d'affaires saoudien Adnan Khashoggi, qu'il avait rencontrée sur une plage d'Alexandrie. Ensemble ils auront un fils, Dodi Al-Fayed, né en 1955. Le mariage durera deux ans. Adnan Khashoggi l'emploie dans son affaire d'importation en Arabie saoudite et après s'être largement établi dans les cercles d'influences des Émirats arabes unis, Haïti et Londres, Fayed retourne en Égypte et y fonde sa propre compagnie maritime avant de devenir le conseiller financier de l'un des hommes les plus riches au monde, le sultan de Brunei, en 1966.
En 1974, il arrive en Grande-Bretagne et ajoute le « Al- (en) » à son nom (il sera surnommé « The Phoney Pharaoh », « Le pharaon bidon », par le journal Private Eye). Al-Fayed rejoint brièvement (neuf mois) le conseil d'administration du conglomérat minier Lonrho en 1975.

### Époque Harrods et scandales financiers

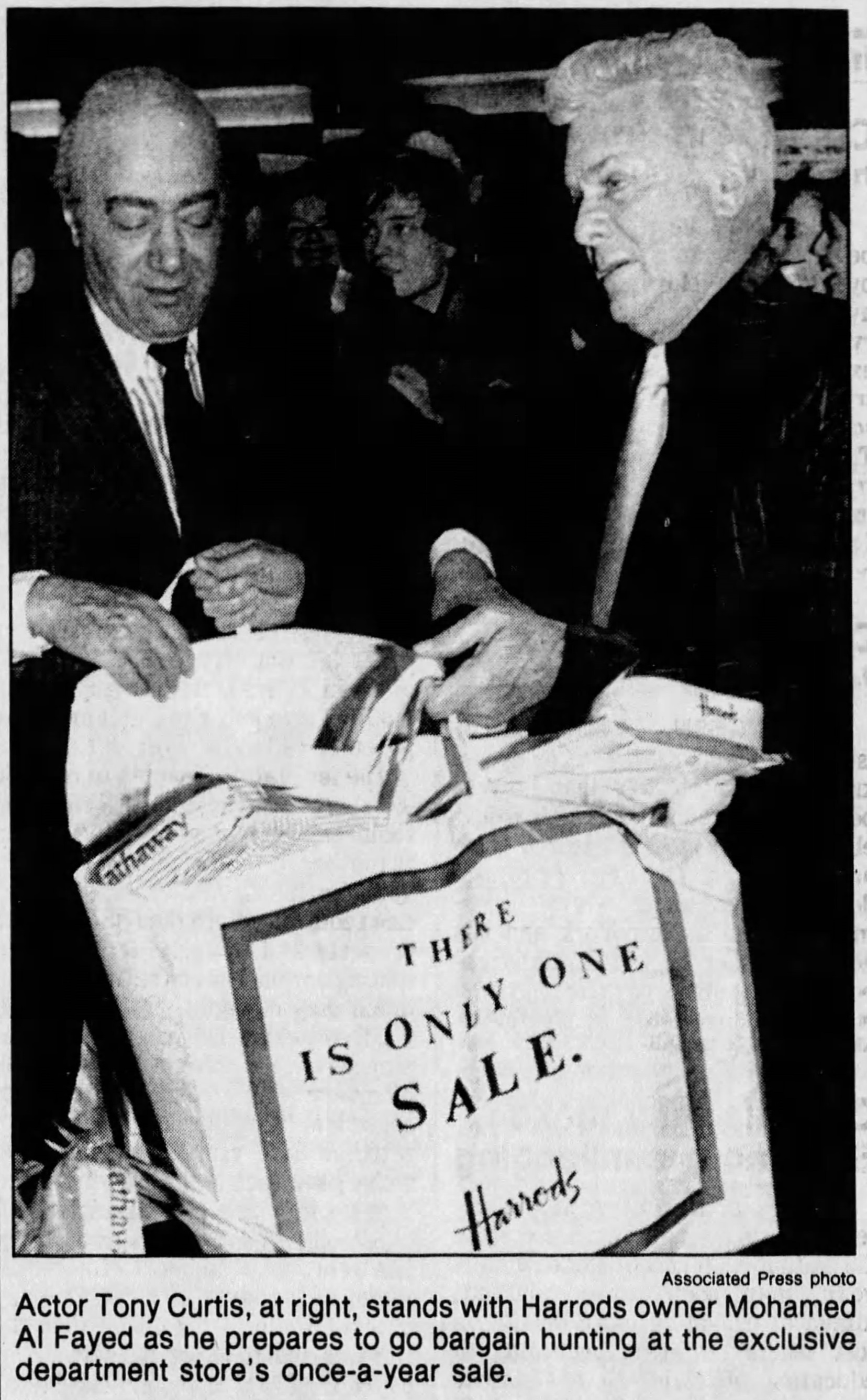
Mohamed Al-Fayed et Tony Curtis lors de la vente de Noël annuelle de Harrods en 1989.

En 1979, Mohamed Al-Fayed achète l'hôtel Ritz, un établissement de luxe parisien, avec son frère Ali pour 30 millions de dollars.
En 1985, il se remarie avec l'ancienne mannequin finlandaise Heini Wathén, avec laquelle il a quatre enfants : Jasmine, Karim, Camilla et Omar.
Cette même année, les deux frères rachètent la compagnie House of Fraser, incluant le fameux magasin londonien Harrods, pour 615 millions de £. L'affaire est faite sous le nez de Tiny Rowland, un homme d'affaires londonien alors à la tête de Lonrho. Rowland cherchait alors à acheter Harrods et envoya les Fayed devant le Department of Trade and Industry. L'enquête qui s'ensuivra, impliquant une des pires affaires d'inimitiés dans l'histoire du monde des affaires en Angleterre, s'achève en 1990 par un rapport déclarant que les frères Fayed avaient menti à propos de leurs curriculums et de leurs ressources financières. La querelle avec Rowland se poursuivra quand ce dernier les accusera d'avoir volé des millions en bijoux de son coffre-fort situé à Harrods. Al-Fayed règle le conflit après la mort de Rowland en versant de l'argent à sa veuve. Fayed, arrêté durant le litige, poursuit la Metropolitan Police en justice en 2002 ; il perd le procès.
En 1994, House of Fraser est mis en bourse ; Fayed reste propriétaire d'Harrods.
Pendant des années, il tente, sans succès, d'accéder à la citoyenneté britannique. Malgré le fait qu'il ait quatre enfants britanniques et qu'il paye des millions de livres d'impôt en Angleterre, les ministres chargés des affaires intérieures, travaillistes comme conservateurs, rejettent successivement, à plusieurs reprises, la candidature au motif qu'il a mauvaise réputation. Jouent aussi les accusations qu'il formule à l'encontre de la famille royale après la mort de son fils. Il porte l'affaire en justice, sans succès. Dans un effort pour améliorer son image, il offre des millions de livres à des œuvres de charité, tels que le Great Ormond Street Hospital, un hôpital pour enfants.
En octobre 1994, Mohamed Al-Fayed est impliqué dans un scandale politique, le « Cash for questions scandal (en) ». Il révèle à un journaliste du Guardian avoir payé deux membres conservateurs du Parlement, Neil Hamilton et Tim Smith, pour poser des questions pour son compte au Parlement, ce que certains observateurs voient comme un « coup monté » établi dans le but d'incriminer les ministres d'un gouvernement qui l'a « maltraité ». Les deux « M.P. » démissionnent du parlement [réf. nécessaire].
Il rend également public le fait que Jonathan Aitken, alors ministre de la Défense, a séjourné gratuitement à Paris au Ritz en même temps qu'un groupe de marchands d'armes saoudiens. Cette révélation réduit à néant une affaire de diffamation d'Aitken contre le quotidien britannique The Guardian et a pour résultat la condamnation pour parjure d'Aitken à dix-huit mois de prison.

### Mort tragique de son fils et de Diana
Le fils de Mohamed Al-Fayed, Dodi Al-Fayed, alors compagnon de la princesse Diana qui a divorcé exactement un an plus tôt, trouve la mort avec celle-ci dans un accident de voiture à Paris le 31 août 1997.
À partir de février 1998, Mohamed Al-Fayed émet des allégations sur le fait que les morts n'étaient pas accidentelles mais plutôt le résultat d'une conspiration impliquant la reine Élisabeth II et le prince Philip, ainsi que le MI6. Fayed suggère que des membres de la famille royale, dont le prince Charles, ne supportaient pas la relation très médiatisée de Diana et de Dodi. Il évoque, de plus, la possibilité que la princesse ait été enceinte d’un enfant de Dodi (elle était déjà la mère du prince William et du prince Harry, tous deux prétendants au trône britannique), bien que leur relation n'ait commencé que peu de temps avant leur mort. Il dit qu'ils avaient l'intention d'annoncer publiquement leurs fiançailles le 1er septembre, soit le lendemain du drame.
En 1998, il aide à la fondation de The New School at West Heath en hommage à la défunte princesse Diana, contribuant d'environ 3 millions de livre sterling, par l'intermédiaire de sa propre fondation de charité, l'Al-Fayed Charitable Foundation.
En décembre 2000, Mohamed Al-Fayed retire de lui-même tous les Royal Warrants attribués historiquement au magasin Harrods. Aucun des membres de la famille royale britannique émetteurs de ces mandats n'a fait d'achat dans le grand magasin depuis la mort de Diana.

### Fin de vie et mort

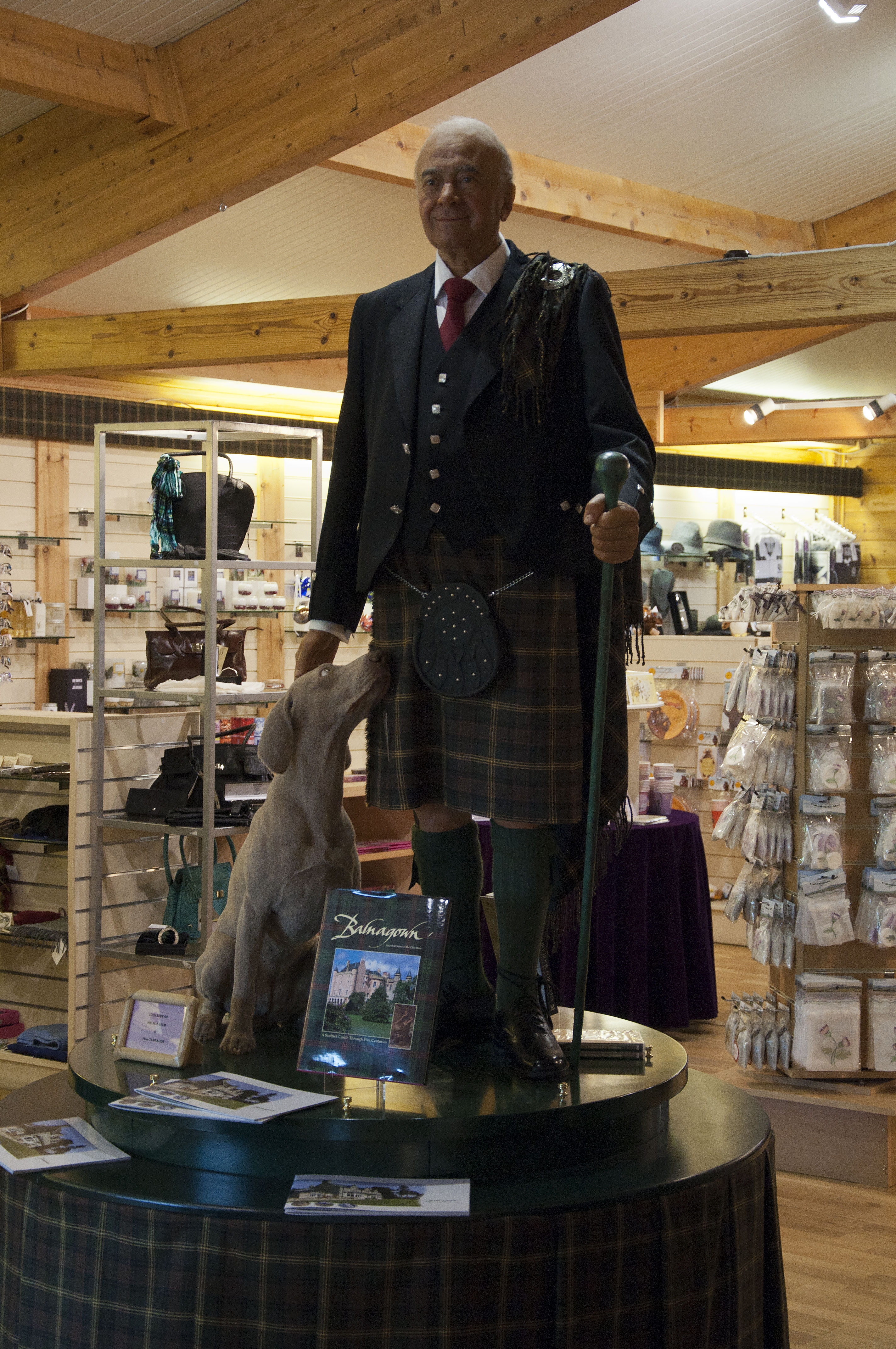
Statue de cire de Mohamed Al-Fayed dans le Sutherland.

En 2003, Mohamed Al-Fayed déménage du Surrey au Royaume-Uni en Suisse, alléguant une infraction dans l'accord avec le département britannique chargé de la perception des taxes. En janvier 2005, un journal de Genève démontre qu'il déménage à nouveau à Monaco pour tirer profit d'un climat fiscal plus favorable. Mohamed Al-Fayed pense à présent prendre le passeport émirien et arrête de postuler à la citoyenneté britannique.
Mohamed Al-Fayed possède une fortune estimée entre 800 millions et 3,3 milliards de dollars et continue à soutenir de nombreuses œuvres de charité à travers Al-Fayed Charitable Foundation. Cependant, il est souvent critiqué parce qu'il n'aide pas les ONG et associations de son pays natal, l'Égypte. Il meurt à Londres à 94 ans, le 30 août 2023 (soit la veille du 26e anniversaire de la mort de son fils et de la princesse Diana),.

## Accusations d'abus sexuels
Mohamed Al-Fayed a été accusé à plusieurs reprises de harcèlement et d'agressions sexuelles, la première datant de la fin des années 1980 mais n'ayant pas abouti. En 1995, Maureen Orth (en), journaliste pour Vanity Fair, décrit la manière dont les femmes étaient choisies selon leur physique attirant, et certaines femmes proches de lui devaient passer des tests gynécologiques voire des dépistages contre le VIH. Deux ans plus tard, en 1997, l'émission The Big Story d'ITV révèle un réseau d'intimidation, de harcèlement sexuel et de mise sur écoute de plusieurs employés de Harrods. L'homme d'affaires a nié ces accusations.
Mohamed Al-Fayed est aussi accusé en 2009 de violence sexuelle sur une adolescente de 15 ans en mai 2008. Il a également nié l'avoir embrassée. En raison du manque de preuves et de témoignages, le Crown Prosecution Service n'a pas donné suite. En 2015, une affaire de viol datant d'octobre 2013 est rouverte après la découverte de nouvelles informations. Mohamed Al-Fayed, qui nie également les accusations, fait part de sa déception concernant la réexamination de l'affaire par la Metropolitan Police sur la demande de la plaignante. Dans l'émission Dispatches (en) de Channel 4 en 2017, trois anciennes employées — dont la fille de 15 ans —témoignent contre le milliardaire, à propos de violences sexuelles commises à plusieurs années d'intervalles. L'avocat de M. Al-Fayed déclare également que les accusations de 2009 sont fausses.

### Al-Fayed: un prédateur chez Harrods
Le 19 septembre 2024, un an après le décès de Mohamed Al-Fayed, la BBC diffuse un documentaire intitulé Al-Fayed : un prédateur chez Harrods. Dans ce documentaire, son assistante personnelle évoque des tentatives de viol entre 1988 et 1991, et que la vision qui est donnée dans la série The Crown est faussée. À la suite de cette diffusion, trente-sept femmes accusent Mohamed Al-Fayed de violences sexuelles. Leurs avocats déclarent poursuivre les magasins Harrods,. Quelques jours plus tard, les avocats de la défense reçoivent plus de 150 nouvelles demandes de renseignements venant de « personnes ayant des preuves », dont cinq accusations de viol. Le 27 septembre, les avocats des plaignantes indiquent représenter soixante femmes et que « d'autres sont à venir », tandis que la police de Londres lance un appel à victimes.
Les plaignantes sont le plus souvent des anciennes employées de Harrods ou de l'hôtel Ritz, appartenant également au milliardaire. Harrods, qui condamne « fermement » les actes reprochés à Mohamed Al-Fayed, met à disposition un formulaire à remplir sur leur site Internet pour permettre aux victimes de faire une demande d'indemnisation. Pour Gaute Haugenes (en), ancien responsable du Fulham Women FC, « ce n'est pas une énorme surprise » et des dispositions avaient été mises en place pour protéger les joueuses contre Mohamed Al-Fayed.
Pour Tony Leeming, ancien cadre chez Harrods, « tout le monde était au courant ». Dean Armstrong, avocat des plaignantes, compare Mohamed Al-Fayed à Jeffrey Epstein.
Le 27 septembre, Paul Burrell, l'ancien majordome de Diana Spencer, raconte au journal The Sun qu'en 1995, Mohamed Al-Fayed déclara à Lady Diana qu'il voulait qu'elle épouse son fils car selon la culture égyptienne, il pourra avoir des relations avec elle. Burrell explique également que si elle était encore en vie, Diana Spencer se serait mise du côté des femmes accusant Mohamed Al-Fayed.
Harrods annonce le 10 octobre, alors que plus de deux cents femmes accusent Al-Fayed de violences sexuelles, que des négociations vers un accord à l'amiable ont été entamées. Les avocats de Justice for Harrods Survivors, qui défendent les plaignantes, évoquent également avoir des preuves d'agressions sexuelles dans d'autres entreprises d'Al-Fayed, y compris son club de football. La footballeuse Ronnie Gibbons (en), qui y a joué de 1994 à 2003, dénonce quelques jours plus tard des agressions sexuelles subies au début des années 2000.

## Fulham FC

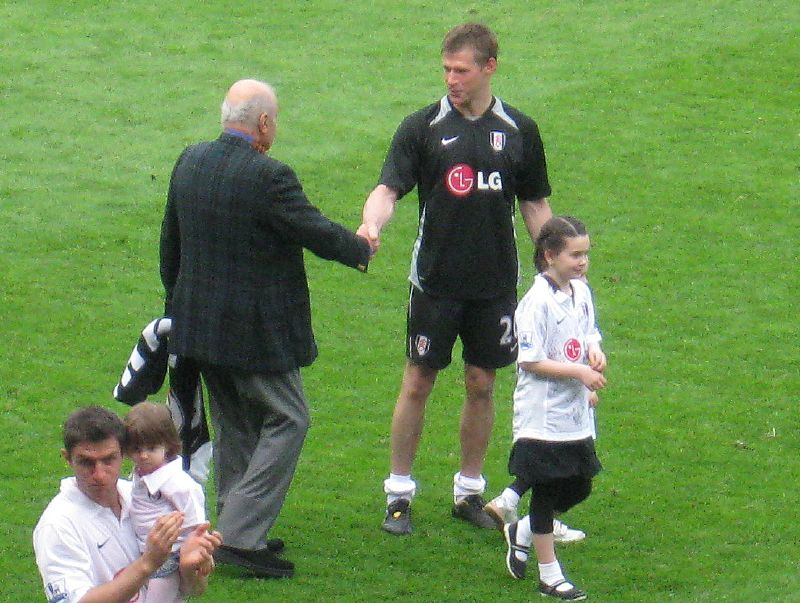
Mohamed Al-Fayed félicite Brian McBride lors d'un match contre Birmingham en 2008.

En été 1997, Mohamed Al-Fayed achète Fulham FC, alors en Football League One, au président Jimmy Hill. Cette prise de pouvoir est similaire à celle de Roman Abramovitch en 2003 pour le club de Chelsea FC. Il voulait que Fulham devienne une puissance du football pour son plaisir, pour sa réputation et pour ses intérêts financiers également. Il avait également pour objectif d'atteindre la FA Premier League en cinq ans. Il installe une équipe de managers idéale composée de Ray Wilkins et de Kevin Keegan. Fulham remporte largement le titre de la Football League One (D3) avec un record de 101 points et, en 2001, il amène l'entraîneur Jean Tigana aux manettes de l'équipe alors en Coca-Cola Championship (D2).
Tombé amoureux du football féminin à l'occasion de la Coupe du monde américaine en 1999, le président du Fulham FC Mohamed Al-Fayed décide en avril 2000 de fonder la première équipe professionnelle britannique du genre, une petite révolution dans le monde du ballon rond. Il est alors donné trois ans à l'équipe, qui évolue en troisième division, pour accéder à l'élite, remporter la Coupe d'Angleterre ainsi que la nouvelle Coupe des champions féminines.
Mohamed Al-Fayed déclare qu'il veut que Fulham devienne le « Manchester United of the South » en référence à l'accession de Manchester United au statut de meilleur club de la planète. Al-Fayed investit plus de 30 millions de livres dans les transferts, mais l'équipe en 2001 termine cependant à la treizième place. Alors qu'au départ il paraît s'investir humainement pour l'équipe, il gère l'équipe comme une entreprise. De 2003 à 2006, très peu d'argent y est investi mais à l'été 2006, Fayed engage six millions de livres dans les transferts, ce qui remotive les fans.
Depuis 2013, le club est la propriété de l'homme d'affaires pakistano-américain Shahid Khan, qui a racheté le club à Mohamed Al-Fayed.

## Propriétaire ou détenteur de parts
- The Al-Fayed Charitable Foundation, un fonds de charité personnel ;
- Fulham Football Club, une équipe de football britannique ;
- L'hôtel Ritz à Paris ;
- Punch, une gazette satirique britannique créée en 1841, qu'il relance en 1996, avant de déposer le bilan en 2002 ;
- HJW GeoSpatial, geospatial et image satellite destiné à cartographier la planète.

## Présence dans les médias
- Fayed : The Unauthorized Biography par Tom Bower[31], où Al-Fayed est décrit comme un menteur compulsif.
- Mahmoud El-Masry, un téléfilm de fiction basé sur sa vie, diffusé en novembre 2004 simultanément sur les stations de télévisions par satellite arabophone durant un prime-time dans le mois de Ramadan.
- Un documentaire pour la télévision fait par Keith Allen, intitulé You're Fayed!, (jeu de mots sur You're Fired! - « Vous êtes viré ! » -,« fired » signifiant « renvoyé »), incluant un long interview d'Al-Fayed donnant son avis sur la famille royale britannique, la princesse Diana et son mode de vie.
- Al-Fayed apparaît dans le show populaire Ali G Show dans lequel Ali improvise un rap au sujet d'un vol commis à Harrods, parodiant la chanson Can I Kick It des A Tribe Called Quest en Can I Nick It.
- La saison 5 de The Crown met en scène Al-Fayed fasciné par Édouard VIII et souhaitant à tout prix se rapprocher de la famille royale britannique[4]. Son rôle est interprété par Salim Daw ; Amir El-Masry incarne quant à lui Al-Fayed durant sa jeunesse.